# Walter Leiser
Walter Leiser (1931. május 4. – 2023. december 9.) olimpiai ezüst- és Európa-bajnoki bronzérmes svájci evezős.

## Pályafutása
Az 1952-es helsinki olimpián kormányos négyesben ezüst-, az 1953-as Európa-bajnokságon ugyanebben a versenyszámban bronzérmes lett társaival.

## Sikerei, díjai
- Olimpiai játékok – kormányos négyes
  - ezüstérmes: 1952, Helsinki
- Európa-bajnokság – kormányos négyes
  - bronzérmes: 1953